# Convention de Philadelphie
Constitutional Convention

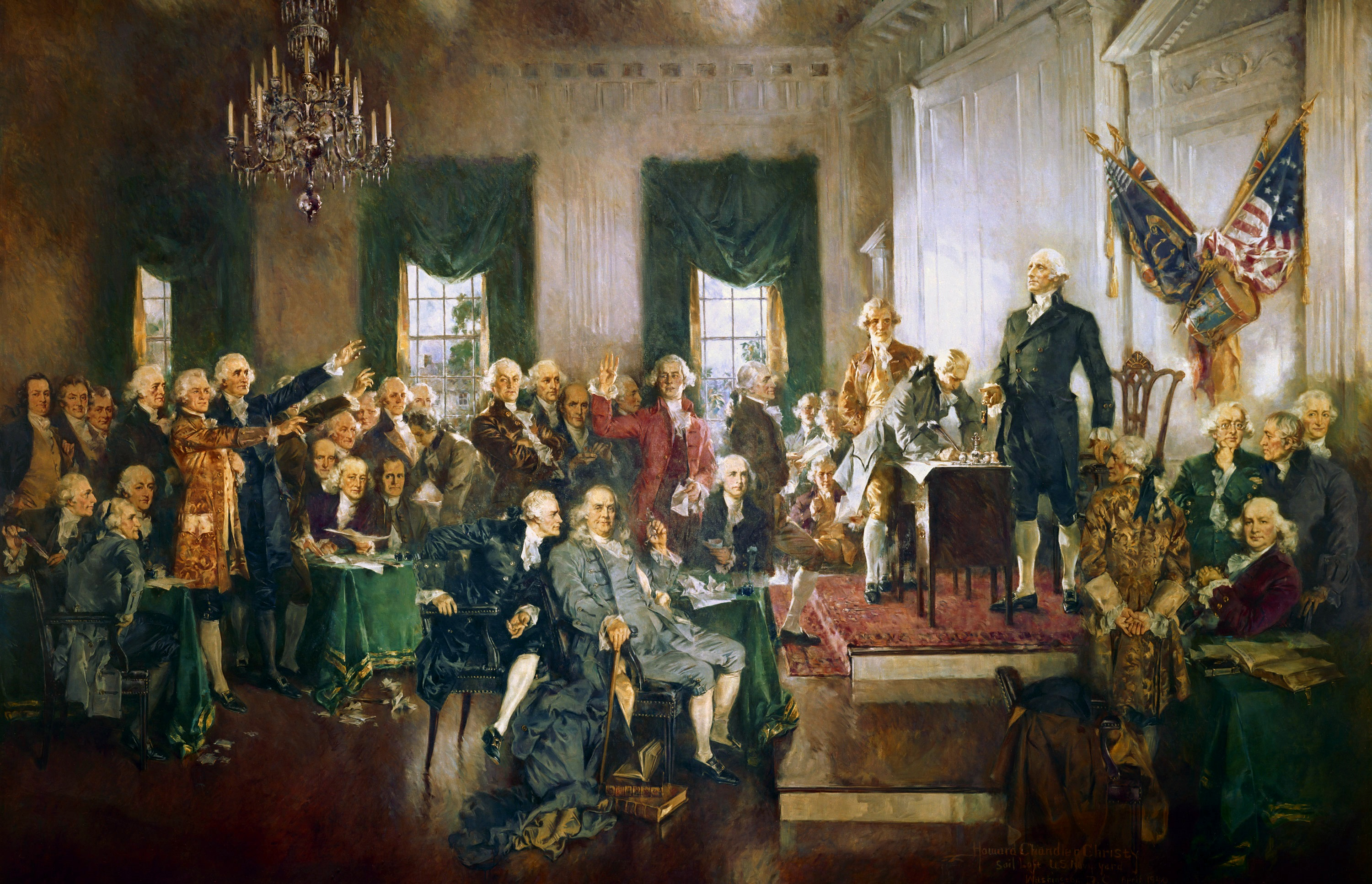
Scène à la signature de la Constitution des États-Unis, par Howard Chandler Christy. Ce tableau représente les 33 délégués qui signèrent la Constitution.

La convention de Philadelphie (Philadelphia Convention en anglais) a eu lieu du 25 mai au 17 septembre 1787 à Philadelphie (Pennsylvanie). Initialement prévue pour traiter des problèmes aux États-Unis à la suite de l’indépendance vis-à-vis de la Grande-Bretagne déclarée le 4 juillet 1776 en amendant les Articles de la Confédération, elle résulta en une assemblée constituante pour la rédaction et l'adoption de la Constitution des États-Unis toujours en vigueur aujourd'hui. La volonté de nombreux participants, dont les fédéralistes James Madison et Alexander Hamilton, était en effet d'instaurer un nouveau mode de gouvernement plutôt que de corriger simplement celui établi par les Articles de la Confédération.
En raison du résultat de cette convention, elle est un événement majeur de l'histoire des États-Unis et est aussi appelée Convention constitutionnelle (de Philadelphie) (Constitutional Convention), Convention fédérale (Federal Convention) ou Grande Convention (Grand Convention).

## Contexte historique
Pour un article plus général, voir Révolution américaine.
Le 15 novembre 1777, le Second Congrès continental, réunion des treize États ayant déclaré ensemble leur indépendance vis-à-vis de la Grande-Bretagne le 4 juillet 1776, achève d'élaborer les Articles de la Confédération après une année de débats. Ces articles, qui n'entrent en vigueur que le 1er mars 1781 après ratification par un nombre suffisant d'États, forment une constitution minimale qui lie les États en une confédération appelée « États-Unis d'Amérique » (« United States of America »). Le Congrès continental est alors remplacé par le Congrès de la Confédération où chaque État dispose comme auparavant d'une voix et donc d'un poids égal, indépendant de son importance ou de sa population. La nouvelle confédération a autorité pour faire la guerre, négocier les traités, résoudre la question des territoires de l’Ouest, produire des devises continentales et lancer des emprunts à l’intérieur comme à l’extérieur du pays. Mais sans véritable pouvoir exécutif et sans autorité pour réglementer le commerce entre les États, il s'agit plus d'une « ligue d'amitié » que d'une véritable union.
Cette organisation est critiquée par les tenants d’un pouvoir central fort qui voient notamment la fragilité induite par le manque de revenus : la confédération ne prélève pas d'impôt, mais est financée pas les États, chacun payant en proportion de sa richesse. Cette différence de contribution exaspère les États les plus peuplés qui ne possèdent qu'une seule voix au Congrès. Ce manque d'ordre pose problème dans le contexte de la guerre d’indépendance qui ne s'achève qu'en 1783 avec les signatures des traités de Paris et de Versailles et pour l'établissement d'une économie structurée. Un sérieux différend opposant la Virginie au Maryland au sujet de la navigation sur le Potomac et dans la résolution duquel s'était engagé George Washington est un événement déclencheur de la modification des articles. Le conflit avait été réglé par une conférence qui avait eu lieu dans la résidence de Mount Vernon de George Washington qui avait des intérêts commerciaux en jeu dans l'affaire. Cette conférence ne devait mettre fin qu'à un différend local et les commissaires réunis n'avaient été désignés que par les deux États directement concernés. Il avait été néanmoins décidé que le Potomac était une voie commune aux citoyens de la Virginie et du Maryland mais aussi de tous les États-Unis : pour la première fois, on avait considéré que tous les citoyens de la Confédération étaient concernés au même chef par un problème commercial et des mesures avaient été prises en conséquence. L'affaire est un prétexte saisi par James Madison à l'occasion de la ratification de l'accord par la Virginie pour appeler à une réunion de représentants des États.
Ainsi, le 21 janvier 1786, le Congrès de Virginie adopte une résolution proposant une rencontre de délégués d'États pour discuter « de telles réglementations commerciales qui pourraient sembler nécessaires à leur commun intérêt et à leur permanente harmonie »,. Une convention se tient en conséquence à Annapolis (capitale du Maryland) en septembre 1786 avec pour but de  remédier aux défauts du gouvernement fédéral. Seuls s'y rendent les délégués de cinq États (New York, New Jersey, Pennsylvanie, Delaware et Virginie) dont James Madison, Edmund Randolph et Alexander Hamilton. Le Maryland par exemple refuse de désigner des délégués, considérant l'objet de la convention comme étant de la compétence exclusive du Congrès. Constatant qu'il leur faudrait des pouvoirs élargis pour atteindre le but fixé, et que la présence de délégués d'un plus grand nombre d'États est souhaitable, les délégués se dispersent sans prendre de décision autre que de faire un rapport aux États et de faire élire dans chaque État des délégués à une nouvelle convention qui se tiendra le deuxième lundi de mai 1787 à Philadelphie. Le but alors assigné à cette convention est de « prendre en considération la situation des États-Unis et de mettre au point les mesures supplémentaires qui lui semblent nécessaires pour rendre la constitution du Gouvernement fédéral conforme aux exigences de l'Union. »

## Délégués
Pour un article plus général, voir Pères fondateurs des États-Unis.
La convention de Philadelphie réunit au total cinquante-cinq délégués élus par les assemblées des États. Tous sont par définition des pères fondateurs et sont considérés parmi les hommes politiques les plus brillants du pays à l'époque. Thomas Jefferson lui-même décrit la Convention comme une « assemblée de demi-dieux ». Sur les 55 membres de l'assemblée, 34 sont ou ont été avocats, 39 avaient siégé dans les Congrès continentaux. La moyenne d'âge est légèrement supérieure à 40 ans : Hamilton a 30 ans et Madison 39 ans.
Parmi les absents notables se trouvent John Adams et Thomas Jefferson, ambassadeurs respectivement à Londres et Paris et Thomas Paine. Les deux premiers écrivent depuis l'Europe pour encourager la Convention dans son travail. Patrick Henry refuse de se rendre à Philadelphie au motif qu'il y « flairait un rat ». Il est en effet de ceux qui refusent un pouvoir fédéral centralisé et pressentent les intentions des fédéralistes d'agir au-delà de leur domaine de compétence lors de cette convention. Le Rhode Island qui avait été le premier à déclarer son indépendance de la Grande-Bretagne refuse d'envoyer des délégués ; il sera par la suite le dernier des treize États fondateurs à ratifier la Constitution.
Les délégués des douze États représentés sont :
| Caroline du Nord - William Blount (20 juin) - William Richardson Davie (25 mai)* - Alexander Martin (25 mai)* - Richard Dobbs Spaight (25 mai) - Hugh Williamson (25 mai) | Caroline du Sud - Pierce Butler (25 mai) - Charles Cotesworth Pinckney (25 mai) - Charles Pinckney (25 mai) - John Rutledge (25 mai)                                  | Connecticut - Oliver Ellsworth (28 mai)* - William Samuel Johnson (2 juin) - Roger Sherman (30 mai) | Delaware - Richard Bassett (25 mai) - Gunning Bedford, Jr. (28 mai) - Jacob Broom (25 mai) - John Dickinson (29 mai) - George Read (25 mai)                                                    |
| Géorgie - Abraham Baldwin (11 juin) - William Few (25 mai) - William Houstoun (en) (1er juin)* - William Pierce (en) (31 mai)* | Maryland - Daniel Carroll (9 juillet) - Luther Martin (9 juin)* - James McHenry (28 mai) - John Francis Mercer (en) (6 août)* - Daniel of St. Thomas Jenifer (2 juin) | Massachusetts - Elbridge Gerry (29 mai)** - Nathaniel Gorham (28 mai) - Rufus King (25 mai) - Caleb Strong (28 mai)* | New Hampshire - Nicholas Gilman (23 juillet) - John Langdon (23 juillet) |
| New Jersey - David Brearley (25 mai) - Jonathan Dayton (21 juin) - William Houston (25 mai)* - William Livingston (5 juin) - William Paterson (25 mai) | New York - Alexander Hamilton (25 mai) - John Lansing, Jr. (en) (2 juin)* - Robert Yates (en) (25 mai)*                                                               | Pennsylvanie - George Clymer (28 mai) - Thomas Fitzsimons (25 mai) - Benjamin Franklin (28 mai) - Jared Ingersoll (28 mai) - Thomas Mifflin (28 mai) - Gouverneur Morris (25 mai) - Robert Morris (25 mai) - James Wilson (25 mai) | Virginie - John Blair (25 mai) - James Madison (25 mai) - George Mason (25 mai)** - James McClurg (25 mai)* - Edmund Randolph (25 mai)** - George Washington (25 mai) - George Wythe (25 mai)* |
| Le Rhode Island n'envoya pas de délégué à la convention de Philadelphie. | | | |
| Entre parenthèses est donnée leur date d'arrivée à la Convention d'après Madison Les participants marqués d'une étoile n'apposent pas leur signature au texte final de la Constitution : (*) quittent la Convention avant la signature du document final ; (**) refusent de signer le document final, bien que présents. | | | |

George Washington, héros de la guerre d'indépendance et présent en tant que délégué pour la Virginie, est élu à la présidence de la Convention à l'unanimité des délégués présents : il préside les débats. Le secrétaire choisi est William Jackson, qui n'est pas un délégué mais simplement chargé du travail de secrétariat. Sa signature figure tout de même au bas de la Constitution rédigée, en tant que témoin.
Parmi les délégués, James Madison, l'un des délégués de la Virginie, se distingue particulièrement. Il prend une part si active à la Convention (plus de 160 interventions) et influence tant le résultat, ayant été l'initiateur du Virginia Plan, qu'il est généralement considéré comme étant l'auteur de la Constitution et est surnommé « père de la Constitution » (« Constitution father ») bien que lui-même ne se considère pas comme tel, ayant conscience que la Constitution est le fruit d'un travail collectif. Il prend également les notes les plus complètes sur le déroulement de la convention, ne se contentant pas comme d'autres de noter les résultats des votes et de relever quelques faits qui lui semblent plus intéressants. Ces notes destinées à son usage propre, mais par lesquelles il est conscient de pré-constituer des archives pour la postérité sur ce qu'il espère être la naissance de la première république moderne ne seront publiées qu'après la mort de Madison.

## Déroulement des débats
Les événements prennent place dans la Pennsylvania State House où avait déjà été discutée et adoptée la Déclaration d'indépendance. La date prévue pour le début de la Convention était le 14 mai 1787, mais le mauvais temps a détérioré les routes et le quorum de sept États représentés n'est atteint en réalité que le 25 mai qui marque le début effectif.
Les premiers jours sont consacrés à la mise en place : on élit le président de la convention (George Washington), le secrétaire de séance (William Jackson) et l'on décide des règles qui seront suivies par la suite. Chaque motion est débattue, amendée et le vote se fait avec une voix par État, une majorité de sept États l'emportant. Ceci est déjà contradictoire à l'esprit des Articles de la Confédération dont le treizième article dispose que tout amendement doit être approuvé par les organes législatifs de tous les États,. Bien que l'esprit en soit violé, les Articles de la Confédération sont respectés en ce que la convention ne se destine qu'à proposer un texte qui sera adopté par ailleurs par les législatures. Des comités sont créés lorsque le besoin s'en fait sentir pour travailler sur des points spécifiques. Ces comités se réunissent en dehors des réunions de la convention afin que les membres puissent assister à tous les débats. Un comité particulier rassemblant tous les délégués de la convention (« Committee of the whole ») prend occasionnellement la place de la convention afin de donner un cadre plus informel aux débats concernant le détail de certaines propositions. Nathaniel Gorham est élu président de ce comité et Washington laisse vacant le fauteuil de président de lors de ces séances.
Les délibérations sont marquées par le secret absolu : les fenêtres sont condamnées même en été et les entrées gardées en permanence. Les délégués ont interdiction de relater le cours des débats et de prendre des documents, bien que l'un d'entre eux, Thomas Mifflin, a fait fuiter le plan de Virginie. Plusieurs délégués ont rompu le secret au motif qu'ils ont quitté la convention avant son terme, en pensant que la restriction ne s'applique plus. Thomas Jefferson qui est loin de Philadelphie regrette cette décision, comme plusieurs de ses contemporains qui dénoncent l'opacité d'un « conclave ». À cela s'ajoute la décision de ne pas noter les résultats de chaque vote dans le procès-verbal de la Convention. Ces dispositions sont prises afin de ne pas faire obstacle artificiellement à un changement d'avis de la part des délégués au cours des débats, de laisser la force à l'argumentation, d'éviter la pression de l'État ou de la faction qui demande de renoncer à toute concession. Il est aussi indiqué que des comptes-rendus extérieurs risquent de déformer les enjeux de la convention. Maddison indique qu'aucun texte n'aurait vu le jour sans ces conditions. La levée du secret fut votée après l'adoption du texte, mais les journaux restent privés et confiés au président Washington. C'est possiblement dans cet esprit, ainsi que par peur de l'usage que ses ennemis pourraient en faire contre lui, que James Madison, dernier délégué survivant, fera en sorte d'empêcher jusqu'après sa mort la publication de ses notes et la divulgation de la teneur exacte des débats. Il semble qu'il n'a pas non plus eu le temps de préfacer et corriger ses notes de manière qui le satisfasse. Edmond-Charles Genêt et Robert Yates publièrent également des comptes-rendus.
Il est remarqué dès le premier jour que les délégués du Delaware n'ont pas mandat pour modifier les Articles de la Confédération en ce qu'ils attribuent le même nombre de voix à chaque État.
Lorsque les débats à proprement parler commencent, les fédéralistes prennent immédiatement la parole et présentent des structures complètes de gouvernement. Chacune de ces propositions est cohérente mais comporte des blancs concernant des détails pratiques tels que la durée des mandats. Ces structures sont discutées point par point.

### Plan de Virginie
Dès le 29 mai, Edmund Randolph propose à l'assemblée un programme conçu au préalable par les délégués de la Virginie. Ce programme, le Virginia Plan ou Randolph Plan, avait été élaboré dans le temps mort en attendant l'obtention du quorum à la convention en s'appuyant sur l'expérience acquise par les délégués lors de la conception de la Constitution de la Virginie. James Madison avait fait un important travail préparatoire dans les mois qui précédaient, en publiant notamment un memorandum (Vices du système politique des États-Unis) dans lequel il pointait des défauts constitutionnels de la confédération. Il joue un rôle prépondérant dans l'élaboration du Virginia Plan et il rédige l'essentiel de la proposition que Randolph présente en quinze points. À l'époque, l'essentiel des documents est manuscrit, mais l'exemplaire de Randolph de ce plan n'existe plus. Il en reste quatre copies connues : celles de Madison, de Washington, David Brearley et James McHenry.  

#### Contenu du plan
Randolph propose en substance :
1. d'amender et élargir les Articles de la Confédération afin qu'ils atteignent mieux leur but ;
2. que la représentation des États dans le système législatif se fasse proportionnellement à leur contribution ou à leur nombre d'habitants libres (selon ce qui parait le plus approprié) ;
3. que le système législatif soit constitué de deux « branches » (deux chambres) ;
4. des modalités d'élection des membres de la première branche : les représentants seront élus par les peuples des États ;
5. des modalités d'élection des membres de la seconde branche : les représentants seront élus par les membres de la première branche parmi des candidats proposés par les systèmes législatifs de chaque État ;
6. que chaque branche ait le droit de proposer un texte et que cette Législature nationale soit compétente dans les cas suivants : pour ce qui est du domaine de compétence du Congrès de la Confédération, pour tout ce qui n'est pas du ressort des États séparés, ou lorsque la législation des États peut rompre l'harmonie de l'Union, pour rejeter une loi d'un État qui contreviendrait d'après la Législature nationale aux Articles de l'Union et pour demander l'usage de la force contre tout État manquant à ses obligations envers l'Union :
7. que l'Exécutif national soit institué, et désigné par la Législature nationale pour un mandat non renouvelable ;
8. qu'un Conseil de révision composé des membres de l'exécutif et de certains membres du judiciaire soit autorisé à examiner chaque acte de la législature avant son entrée en vigueur, y compris le rejet d'une loi d'un des États. La décision du Conseil s'impose à moins que l'acte soit voté à nouveau ;
9. que le pouvoir judiciaire soit constitué d'un ou plusieurs tribunaux suprêmes (dernier ressort) et de tribunaux inférieurs (premier ressort) désignés par la législature. Leur compétence comprendra : la piraterie et les infractions en haute mer, les ennemis capturés, les affaires mettant en cause des étrangers ou des citoyens d'autres États, celles en relation avec la collecte du Revenu national, la destitution de responsables nationaux et tout ce qui touche à la paix et l'harmonie nationale ;
10. qu'un nouvel État puisse être admis dans l'Union par un vote non unanime de la Législature nationale ;
11. que les États-Unis garantissent à chaque État un gouvernement républicain et son territoire, mis à part pour une fusion volontaire de ceux-ci avec un autre État ;
12. que le Congrès actuel garde son autorité et ses privilèges pour l'accomplissement de ses engagements jusqu'à une date postérieure à l'adoption des Articles d'Union ;
13. qu'il soit possible d'amender les Articles d'Union quand nécessaire sans l'autorisation préalable de la Législature nationale ;
14. que les pouvoirs exécutifs et judiciaires de chaque État jurent d'appliquer les Articles d'Union ;
15. que les Articles d'Union soient, en temps opportun, après approbation par le Congrès soumis pour approbation à une assemblée de représentants choisis par les législatures des États et expressément choisis par le peuple.

Le Virginia Plan donne dès le départ le ton de la Convention : le champ du débat est élargi bien au-delà de la simple correction des Articles de la Confédération. Il s'agit de créer un véritable nouvel État qui contient les treize États existants. Pour cela on s'appuie davantage sur le peuple des États-Unis considéré comme un tout que sur des États souverains et l'Union a autorité pour se prononcer sur les lois des États.
L'innovation réside dans la séparation du pouvoir en trois parties (pouvoirs législatif, exécutif et judiciaire) et en l'assurance d'un équilibre entre elles grâce à un système de « poids et contrepoids » (« check and balances »). Cette forme nouvelle de gouvernement est inspirée des écrits de Locke et Montesquieu. Il est également proposé un système législatif à deux chambres : une chambre basse élue par le peuple et une haute élue par la première. La répartition du nombre de sièges dans chaque chambre sera le point de débat et d'opposition principal entre les « petits » et les « grands » États au cours de la Convention. L'exécutif dont le seul but est d'assurer la bonne application de la volonté du législatif doit être désigné par celui-ci. L'équilibre des pouvoirs est assuré par la possibilité qu'a un comité émanant de l'exécutif et du judiciaire de poser son veto à une décision du législatif. Ce veto peut toutefois être outrepassé par une majorité non spécifiée dans la proposition.

#### Discussion du plan de Virginie
À la suite de cette première proposition, le point de désaccord principal lors de la Convention est la représentation des États dans chacune des deux chambres législatives. Le plan de Virginie propose dans les deux chambres un nombre de voix pour chaque État fonction de sa population libre ou de sa contribution, ce qui revient dans l'esprit des proposants à considérer les États-Unis comme un État et l'ensemble des citoyens des États-Unis comme un peuple duquel provient directement la légitimité du gouvernement, sans l'intermédiaire des États. La même logique rend inutile l'unanimité des États dans l'acceptation d'un nouvel État comme membre de l'Union. Ce système a la faveur des États les plus peuplés (la Virginie était à l'époque l'État le plus peuplé), mais est rejeté par les États plus petits qui craignent d'être écrasés et de voir leur souveraineté bafouée. Les Articles de la Confédération donnaient pour leur part un poids égal à tous les États, chacun ayant une voix à exprimer.
Dès le lendemain de sa présentation, le plan est examiné dans le cadre d'un comité (Committee of the whole) réunissant tous les délégués et dont les réunions remplacent momentanément la convention. Cet examen approfondi dure deux semaines du 30 mai au 13 juin. Il en résulte un rapport donnant une version modifiée du plan en dix-neuf points qui respecte l'essentiel de ce que proposait Randolph. Le débat avait pourtant amené Roger Sherman et Oliver Ellsworth à proposer dès le 11 juin que les votes soient répartis différemment dans les deux chambres législatives. Cette proposition avait été rejetée par six voix contre cinq. 
Le plan de Virginie amendé demeure inacceptable pour certains délégués pour plusieurs raisons dont les principales sont :
- le mode de représentation proposé va à l'encontre de l'égalité entre les États et l'autorité du Congrès bafoue leur souveraineté d'États indépendants, ce qui est contradictoire avec la Déclaration d'indépendance elle-même, avec le traité de Paris qui donne l'indépendance des États comme base de la paix et avec la pratique qui avait existé jusque-là dans toutes les représentations des colonies. Cette interprétation de la Déclaration d'indépendance est rejetée le 19 juin par Wilson, soutenu par Hamilton. Pour eux, les États ne sont pas indépendants les uns des autres mais formant une confédération, ils sont collectivement indépendants du Royaume-Uni ;
- en proposant un nouveau mode de gouvernement plutôt que le simple amendement des Articles de la Confédération, la Convention agit illégalement, au-delà de sa compétence ;
- l'extrême nouveauté des idées avancées fait craindre un rejet de la part des législatures des États dont l'adhésion au texte est nécessaire pour sa ratification ;
- la conception la plus répandue du républicanisme, influencée par Montesquieu, soutient que la république est un régime qui convient mieux aux petites communautés qu'aux grandes (les personnes sont « plus heureuses dans les petits États que dans les grands »[35]), ce qui est un argument contre la constitution d'une grande démocratie englobant les treize anciennes colonies.

En conséquence, la convention se réunit à nouveau le 14 juin pour décider à la demande des délégués du New Jersey d'ajourner la séance, leur permettant ainsi de mettre au point un autre plan en réponse à celui de Randolph. 
Bien que le plan de Virginie soit loin d'avoir été adopté tel quel par la Convention, son influence sur la Constitution des États-Unis à laquelle il servit de base est telle qu'elle vaut à James Madison le surnom de « père de la Constitution ».

### Plan deCharles Pinckney
Le 29 mai également, en réponse à l'exposé de Randolph, Charles Pinckney présente son propre plan en vingt-cinq points. Ce plan n'est pas détaillé dans les notes de Madison et Pinckney n'en donna pas de copie écrite. Une trace écrite en a été retrouvée dans les papiers de James Wilson. Ce plan propose également un système législatif bicaméral : une chambre basse composée d'un élu pour mille habitants et une chambre haute élue par la précédente et dont chaque sénateur, élu pour quatre ans, représente une de quatre régions.
Ce plan n'a pas été débattu en détail mais présente des points qui seront repris et feront l'objet de débats :
- Pinckney introduit le premier dans la convention l'idée de l'élection d'un président des États-Unis. Dans son projet, l'élection de celui-ci ainsi que la désignation de l'exécutif est faite par le pouvoir législatif ;
- en proposant de compter pour la répartition des sièges dans la législature un siège pour mille habitant, en comptant 3/5 des Noirs, Pinckney pointe un autre sujet d'opposition majeur entre les États. Après l'opposition entre grands et petits États se révèle l'opposition entre États du Sud et du Nord, où la différence de proportion de population servile est déjà très marquée. Le débat sur l'esclavage est intense dans la suite de la convention[34].

### New Jersey Plan
Le 15 juin, après que le Committee of the whole eut rendu ses conclusions, William Paterson, délégué pour le New Jersey, proposa en réponse au Virginia Plan une structure prenant en compte les inquiétudes des « petits » États. Cette proposition est aussi appelée Paterson Plan ou Small State Plan (littéralement : « programme des petits États »). 

#### Contenu du plan
William Paterson propose en substance :
1. d'amender et élargir les Articles de la Confédération afin qu'ils atteignent mieux leur but et permettent la préservation de l'Union ;
2. qu'en plus des pouvoirs actuellement conférés par les Articles de la Confédération, le Congrès puisse lever des taxes ou des droits sur tous les biens cultivés ou manufacturés à l'étranger ; que le Congrès soit compétent pour réguler le commerce entre les États de l'Union aussi bien qu'avec l'étranger ;
3. que le Congrès puisse procéder à des réquisitions en proportion de la population de chaque État en tenant compte de toute la population libre ainsi que des trois-cinquièmes de toute autre population mis à part les Indiens ;
4. que le Congrès élise un exécutif national non rééligible et révocable par le Congrès ;
5. que le pouvoir exécutif nomme les juges du Tribunal suprême qui constitue l'organe judiciaire fédéral. Leur compétence comprend la révocation de tout agent fédéral en première instance et en dernière instance tous les cas touchant aux droits des ambassadeurs, aux captures d'ennemis, aux affaires de piraterie, et à celles impliquant des étrangers, à l'élaboration de traités et à tout ce qui à rapport à la régulation du commerce et à la levée de l'impôt fédéral ;
6. que toute loi produite par le Congrès et tout traité ratifié par les États-Unis s'impose aux États concernés et prenne le pas sur d'éventuelles lois contradictoires des États. L'exécutif fédéral est autorisé à employer la force pour faire appliquer ces lois et traités ;
7. que des conditions à l'entrée de nouveaux États doivent être décidées ;
8. que tous les États doivent avoir les mêmes règles pour la naturalisation ;
9. qu'un citoyen commettant une infraction en dehors de son État soit jugé comme un citoyen de l'État dans lequel l'infraction a été commise.

Ce plan n'est qu'une modification des Articles de la Confédération et y reste fidèle en élargissant leur champ d'application. Le Congrès reste l'unique chambre législative de la fédération où chaque État dispose d'une voix. Ceci reflète l'idée que les États sont des entités indépendantes et souveraines. Ce principe est celui qui prévaut actuellement dans l'Organisation des Nations unies et inspira certains points du texte de constitution finalement adopté tels que le fonctionnement du Sénat.

#### Discussion du plan du New Jersey
Il est décidé avant même l'exposé du plan par Paterson qu'il recevrait une attention équivalente à celle accordée au Virginia Plan et serait donc examiné en comité. Ainsi, du 16 au 19 juin se réunit à nouveau le Committee of the whole qui discute le plan de Paterson et le compare au Virginia Plan. 
La différence d'intention entre les deux projets est si grande que Madison rapporte dans la marge de ses notes la remarque que lui fait John Dickinson, délégué du Delaware : « Vous voyez les conséquences de votre volonté de pousser trop loin vos idées. Certains délégués des petits États sont en faveur d'une législature à deux branches et accordent leur sympathie à un Gouvernement national ; mais nous nous soumettrions à une puissance étrangère plutôt que d'être privés de l'égalité de suffrage dans les deux branches de la législature, étant ainsi jetés sous la domination des grands États. » Les dissensions sont si fortes qu'un accord semble impossible et la poursuite de la convention est menacée. Pinckney va jusqu'à mettre en doute la bonne foi des délégués du New Jersey qui doutent de la légitimité de la convention à faire plus qu'amender les Articles : « Tout se réduit à ceci : donnez au New Jersey un vote égal et il abandonnera ses scrupules et approuvera le système National. »
Wilson récapitule les différences entre les deux plans, : 
| Plan de Virginie                                                                                           | Plan du New Jersey                                                                                  |
| --- | --------------------------------------------------------------------------------------------------- |
| Législature à deux ou trois branches                                                                       | Législature à une branche                                                                           |
| l'autorité vient du peuple                                                                                 | l'autorité vient des États                                                                          |
| la représentation est proportionnelle                                                                      | la représentation est égale                                                                         |
| l'Exécutif a une tête unique                                                                               | l'Exécutif est dirigé par plusieurs                                                                 |
| la majorité du peuple des États-Unis seule peut l'emporter                                                 | une minorité d'individus peut l'emporter                                                            |
| la Législature nationale est compétente dans tous les cas où les États sont individuellement incompétents  | les pouvoirs du Congrès sont étendus de façon limitée à certains domaines                           |
| possibilité d'annuler les lois des États                                                                   | rien de tel                                                                                         |
| la procédure de destitution de l'Exécutif s'appuie sur une condamnation                                    | l'Exécutif peut être destitué par une majorité des Exécutifs des États                              |
| possibilité de réviser une loi                                                                             | rien de tel                                                                                         |
| existence de tribunaux nationaux inférieurs                                                                | rien de tel                                                                                         |
| le domaine de compétence du Judiciaire recouvre tout ce qui touche à la paix et l'harmonie entre les États | les domaines de compétence du Judiciaire sont limités et explicités                                 |
| la ratification se fait par un vote du peuple                                                              | la ratification se fait par la législature des États, conformément aux Articles de la Confédération |

La discussion du plan est alors brève. S'y insère le 18 juin l'exposé par Hamilton de son plan qui n'est pas débattu. Le 19 juin, Madison plaide pour le rejet du plan du New Jersey. Le vote qui suit confirme à sept voix contre trois (le New Jersey, le New York et le Delaware votent contre) l'assentiment du comité pour le plan de Virginie amendé.